# パトリック・ヨーステン
パトリック・ヨーステン（Patrick Joosten、1996年4月14日 - ）は、オランダ・ナイメーヘン出身のサッカー選手。シタ・チャンピオンシップ・アポロン・リマソール所属。ポジションはFW。

## クラブ経歴
2007年より地元のNECナイメーヘンで育成され、2014-15シーズンにトップチームに昇格した。
2015年7月、FCユトレヒトに移籍し、2年契約を交わした。加入後すぐにその才能をクラブ首脳陣に高く評価され、11月13日に契約を1年延長した。2017年2月25日、トレーニング中に右膝の前十字靭帯を断裂し、長期間の離脱を余儀なくされた。
2018年8月30日、VVVフェンローに2018-19シーズン終了までレンタルされた。
2019-20シーズン、夏の移籍市場ではユトレヒトにとどまったものの、出場機会を得られず、12月31日にスパルタ・ロッテルダムにハーフシーズンのレンタルで移籍した。
2020年8月6日、FCフローニンゲンと3年契約を交わした。9月13日のエールディヴィジ第1節PSVアイントホーフェン戦でデビューした。